# 比爾·弗利斯特
比爾·弗利斯特（英語：Bill Frist；1952年2月22日—）是美國政客、商人和医生。他原本是肺和心脏移植医师，后来代表田纳西州出任联邦参议员，并从2003年至2007年担任参议院多数党领袖。